# Johann Hiebel
Johann Hiebel (né en 1681 à Ottobeuren, mort le 17 juin 1755 à Prague) est un peintre allemand.

## Biographie

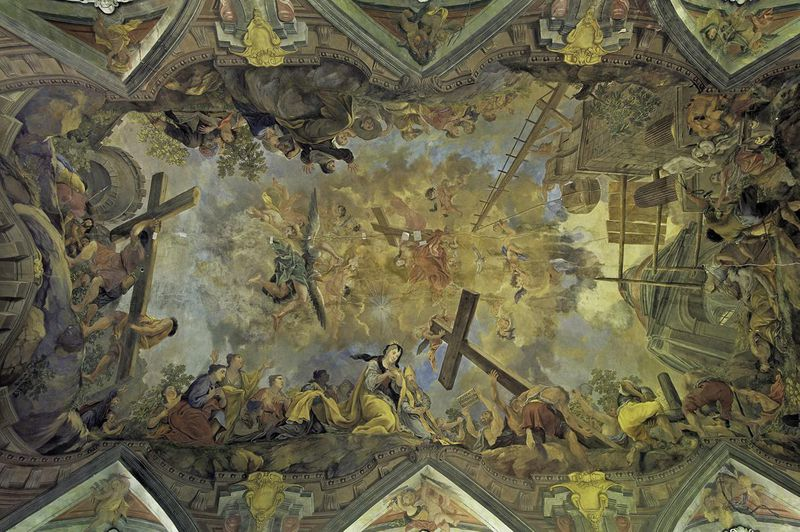
Légende de la croix, église du château de Rastatt, 1722.

Hiebel étudie à Wangen im Allgäu auprès de Johann Siegelbein, puis à Munich auprès de Johann Kaspar Sing. Il poursuit ses études à Vienne en 1706 auprès du fresquiste italien Andrea Pozzo.
À partir de 1709, Hiebel travaille à Prague d'abord avec Johann Rudolf Byss, il est membre de la Guilde des peintres de Prague en 1710 et en devient le doyen en 1730. Il occupe cette fonction jusqu'en 1749.
Pour les fresques, il travaille notamment avec Michael Wenzel Halbax et Peter Johannes Brandl. La plupart de ses œuvres sont commandées par l'ordre des Jésuites.
En plus des fresques, il réalise des peintures à l'huile et des gravures sur cuivre.
Hiebel est membre de la congrégation mariale du Clementinum. Il est enterré dans l'église Notre-Dame du Týn à Prague.